# Kafula Ngoie
Kafula Ngoie (1945. november 11. –) volt kongói válogatott labdarúgó.

## Pályafutása

### A válogatottban
A zairei válogatottban szerepelt. Részt vett az 1972-es és az 1974-es afrikai nemzetek kupáján, illetve az 1974-es világbajnokságon.

## Sikerei, díjai
Zaire
- Afrikai nemzetek kupája győztes (1): 1974